# عمل (فلم 1915)
عمل (بالإنجليزية: Work)، يعرف أيضا بأسم (تشارلي متدرج)، وهو فيلم كوميدي أمريكي صامت من عام 1915 تأليف وإخراج وبطولة تشارلي تشابلن، تم إنتاجه في استوديوهات إسناي. وكان دوره عامل بسيط يعمل لدى رجل غني. الفيلم يعرض مجموعة من المواقف الكوميدية التي تحدث أثناء عمل تشابلن في منزل الرجل الغني، حيث يتعرض لمواقف غير متوقعة تؤدي إلى الكثير من الفوضى والكوميديا. يُعتبر أحد الأفلام الصامتة التي تظهر أسلوب تشابلن المميز في الكوميديا الجسدية والتهريج، وقد كان له تأثير كبير على تطور السينما الكوميدية في ذلك الوقت.

## طاقم التمثيل
- تشارلي تشابلن - المتدرج
- تشارلز إنزلي - الرئيس
- إدنا بيرفيانس - الطيبة
- بيلي أرمسترونغ - الزوج
- ليو وايت - العاشق
- بادي ماغواير - صديق الرئيس

## وصلات خارجية
- مقالات تستعمل روابط فنية بلا صلة مع ويكي بيانات
- عمل متوفر للتحميل المجاني على أرشيف الإنترنت